# Липково (община)
Липково (на македонска литературна норма: Општина Липково; на албански: Komuna e Likovës) е община, разположена в северната част на Северна Македония и обхваща 22 села в склоновете на Скопска Църна гора и македонската част на котловината Жеглигово по поречието на Липковската река, десен приток на Кумановската река. Център на общината е село Липково. Общината има площ от 267,82 km² и гъстота на населението 101,03 жители на km². Жителите на общината са 27 058 (2002), предимно албанци.

## Структура на населението
Според преброяването от 2002 година община Липково има 27 058 жители.
| Етническа принадлежност | Процент |
| северномакедонци        | 0,63%   |
| албанци                 | 97,42%  |
| турци                   | 0,00%   |
| роми                    | 0,00%   |
| власи                   | 0,00%   |
| сърби                   | 1,37%   |
| бошняци                 | 0,02%   |
| други                   | 0,56%   |